# O Estado de S. Paulo
O Estado de São Paulo (in italiano Lo Stato di San Paolo), noto anche come Estadão, è un quotidiano in lingua portoghese pubblicato a San Paolo del Brasile.